# Kimiko
Kimiko ist ein Vorname.

## Herkunft und Bedeutung
Kimiko ist ein weiblicher Name. Er stammt aus Japan.
Er kann abgeleitet werden vom Kanji 貴 (ki) (wertvoll) sowie 美 (mi) (schön) oder 君 (kimi) (Herr, nobel, edel), kombiniert mit 子 (ko) (Kind). Andere Kanji-Kombinationen sind möglich. Übersetzt heißt der Name etwa nobles Kind/kaiserliches Kind.

## Bekannte Namensträgerinnen
- Kimiko Date (* 1970), japanische Tennisspielerin
- Kimiko Douglass-Ishizaka (* 1976), deutsche Pianistin, Vizemeisterin im Kraftdreikampf und Gewichtheberin
- Kimiko Glenn (* 1989), US-amerikanische Schauspielerin
- Kimiko Hahn (* 1955), US-amerikanische Dichterin
- Kimiko Hirata (* 1970), japanische Klimaaktivistin
- Kimiko Itō (* 1946), japanische Jazzsängerin
- Kimiko Jinnai (* 1964), japanische Badmintonspielerin und Sportjournalistin
- Kimiko Kasai (* 1945), japanische Jazzsängerin
- Kimiko Kurihara (* 1946), japanische Politikerin
- Kimiko Nakayama-Ziegler (* 1948), japanische Übersetzerin und Universitätsdozentin
- Kimiko Shiratori, japanische Fußballspielerin
- Kimiko Zakreski (* 1983), kanadische Snowboarderin
- Yasmine Kimiko Yamada, Schweizer Eiskunstläuferin